# Carintana dalle Carceri
Carintana dalle Carceri, död 1255, var regent i Oreos (en av baronierna i tetrarkin Negroponte) i nuvarande Grekland mellan 1240 och 1255. 
Hennes död utan arvinge ledde till det Euboianska tronföljdskriget 1256-1258. 